# Сколе (станція)
Ско́ле — проміжна залізнична станція Львівської дирекції Львівської залізниці на електрифікованій лінії Стрий — Батьово між станціями Верхнє Синьовидне (9 км) та Гребенів (8 км). Розташована в місті Сколе Стрийського району Львівської області.

## Історія
Станція відкрита 4 квітня 1885 року в складі залізниці Стрий — Батьово.
У 1961 році станція електрифікована постійним струмом (=3 кВ) в складі дільниці Самбір — Лавочне (завдовжки 72 км).

## Пасажирське сполучення
На станції Сколе зупиняються поїзди далекого та приміського сполучення.

## Річний розподіл приміських поїздів
| Маршрут руху     | 2015/2016 | 2016/2017 | 2017/2018 | 2018/2019 | 2019/2020 | 2020/2021 | 2021/2022 | 2022/2023 |
| ---------------- | --------- | --------- | --------- | --------- | --------- | --------- | --------- | --------- |
| Лавочне — Львів  | 1         | 1         | 1         | 2         | 2         | 1         | 1         | 1         |
| Стрий — Мукачево | 0         | 0         | 0         | 1         | 1         | 0         | 0         | 0         |
| Чоп — Львів      | 1         | 1         | 1         | 1         | 1         | 0         | 1         | 1         |
| Львів — Мукачево | 2         | 2         | 2         | 2         | 2         | 2         | 2         | 1         |
| Мукачево — Львів | 1         | 1         | 1         | 1         | 1         | 1         | 1         | 0         |
| Стрий — Лавочне  | 1         | 1         | 1         | 1         | 1         | 0         | 0         | 0         |
| Лавочне — Стрий  | 1         | 1         | 1         | 1         | 1         | 0         | 0         | 0         |
| Львів — Чоп      | 1         | 1         | 1         | 1         | 1         | 0         | 1         | 1         |
| Мукачево — Стрий | 1         | 1         | 1         | 2         | 2         | 1         | 1         | 1         |
| Львів — Лавочне  | 1         | 1         | 1         | 2         | 2         | 1         | 1         | 1         |

## Галерея

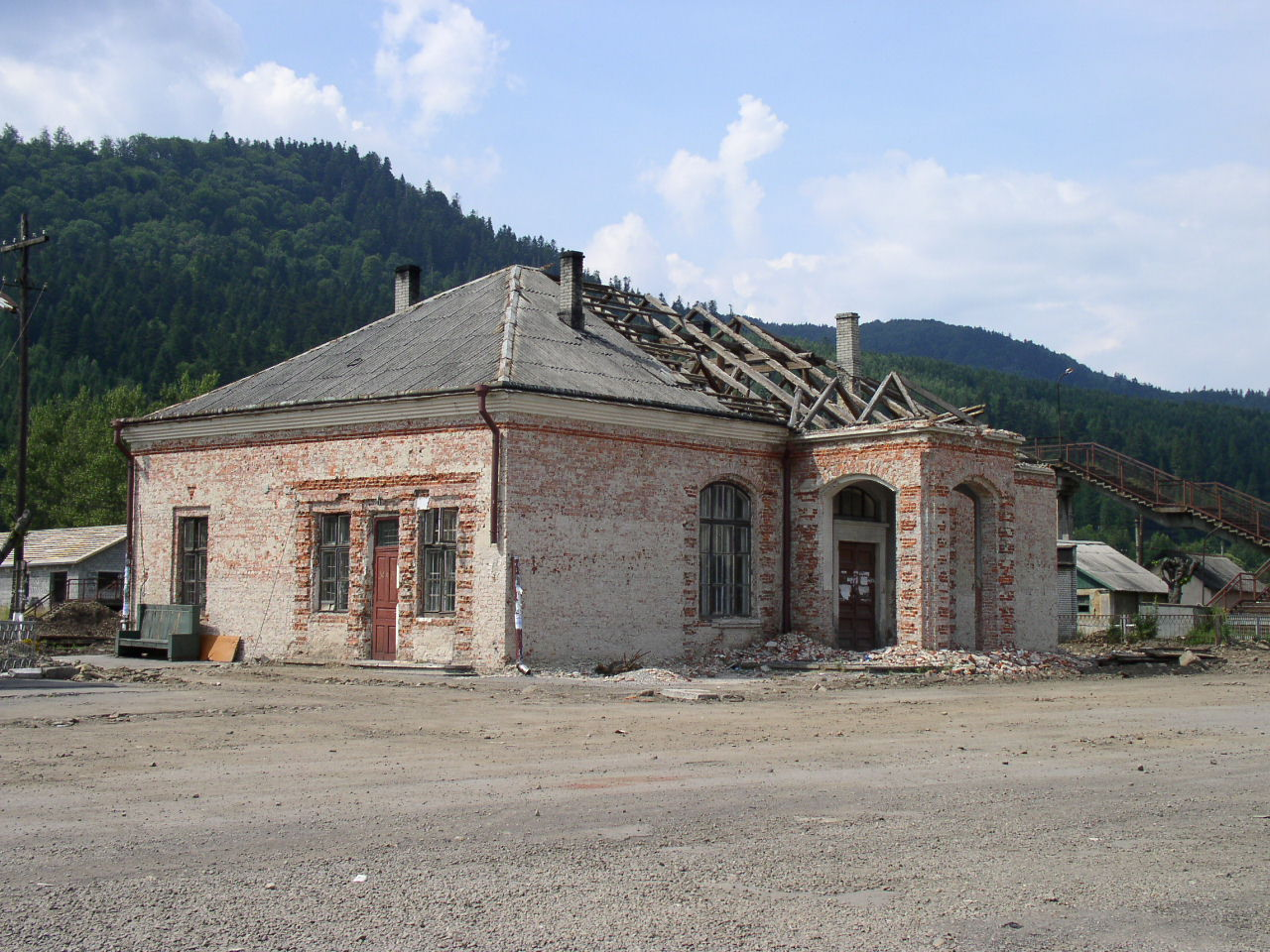
Реконструкція вокзалу (2006)
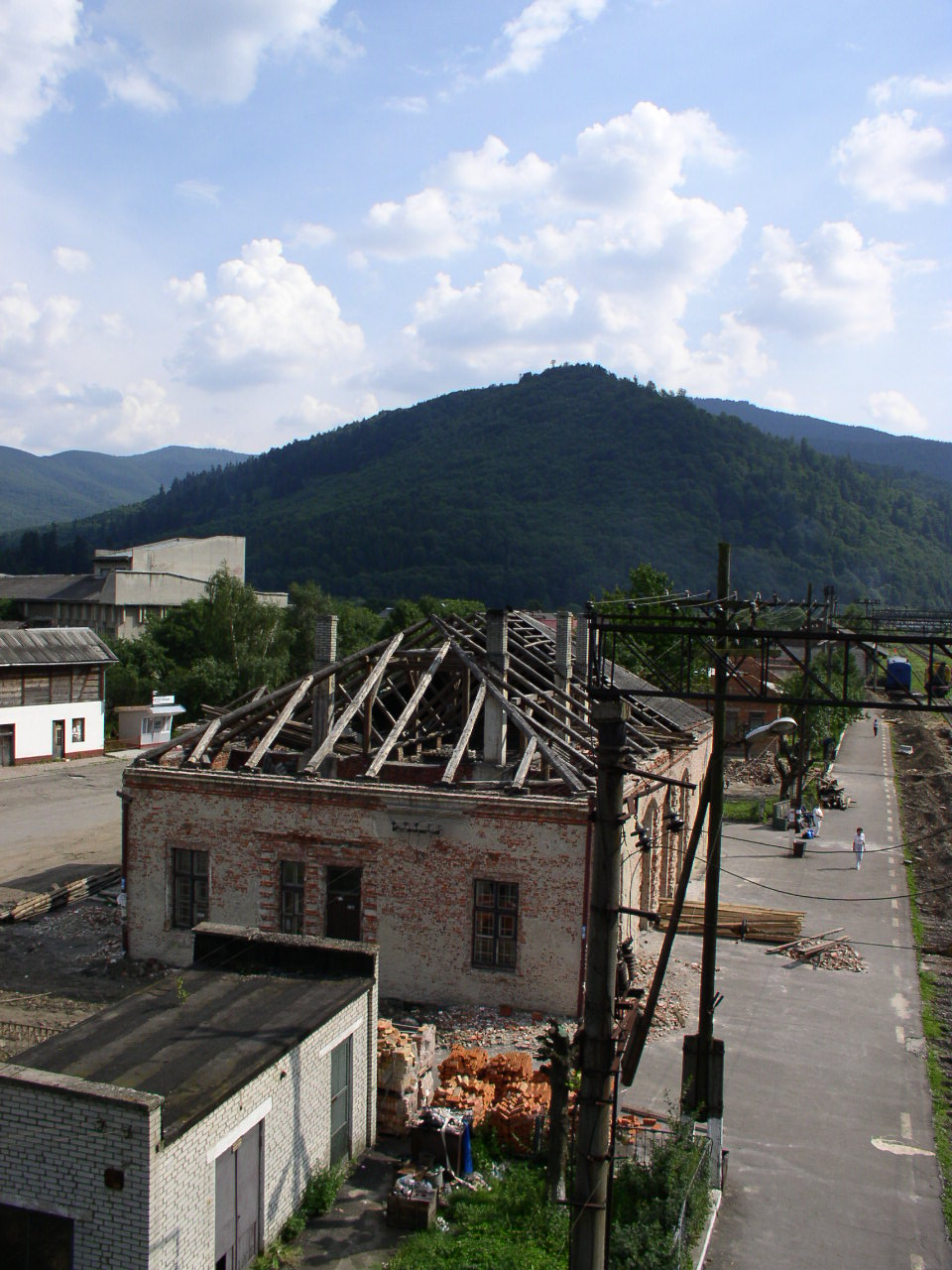
Реконструкція вокзалу (2006)
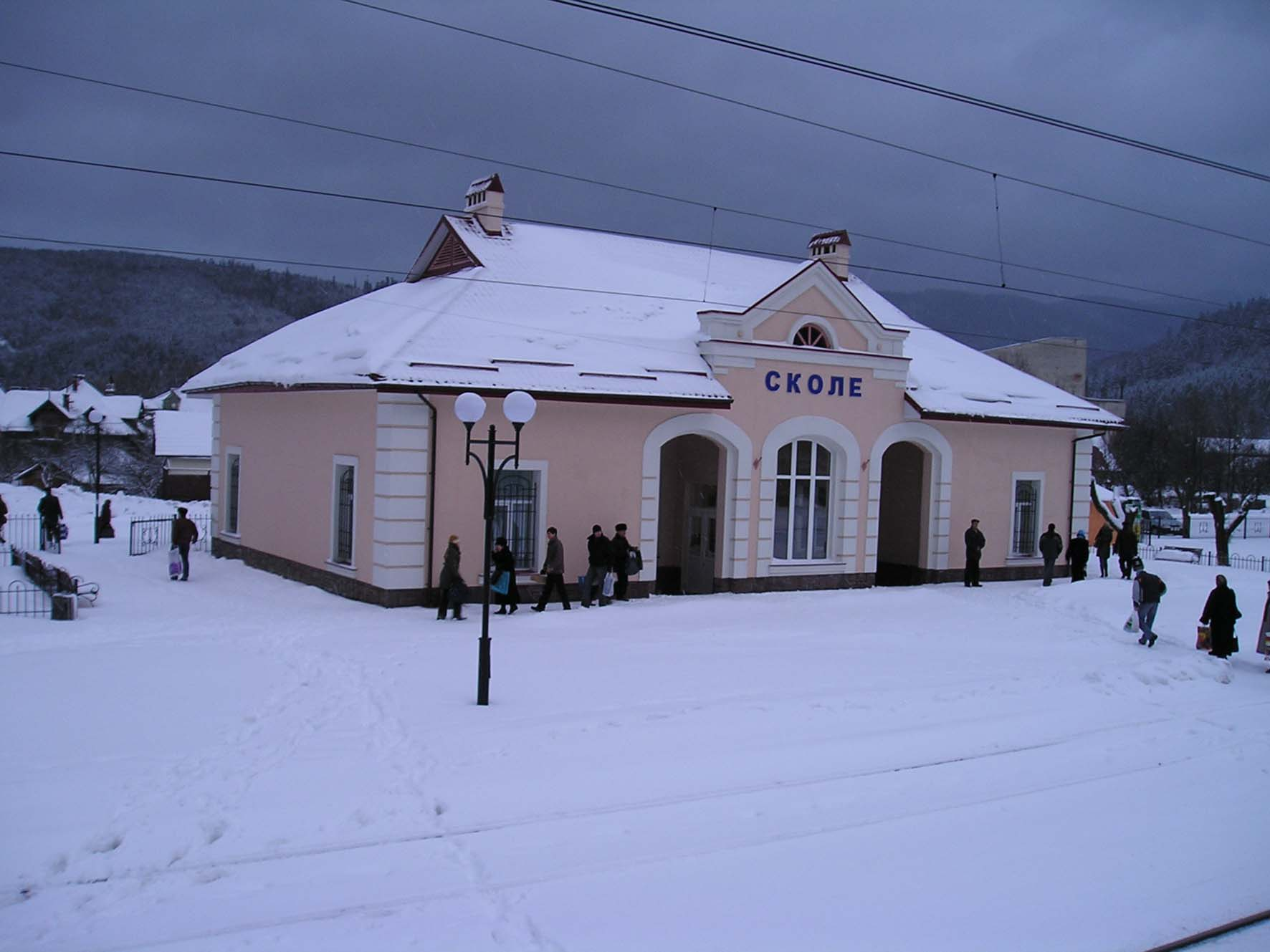
Вокзал станції взимку (2012)